# Ecuación de Poisson-Boltzmann
La ecuación de Poisson-Boltzmann es una ecuación diferencial que describe interacciones electrostáticas entre moléculas en soluciones iónicas. La ecuación puede ser usada como fundamento matemático del modelo de la Doble Capa Eléctrica Interfacial de Gouy-Chapman, propuesta inicialmente por L. G. Gouy en 1910 y completada por Chapman en 1913.
La ecuación es importante en los campos de la dinámica molecular y la biofísica, porque puede usarse en el modelado de disoluciones continuas, como aproximación de los efectos de los disolventes en estructuras de proteínas, ADN, ARN, y otras moléculas en disoluciones de distinta fuerza iónica. Algunas veces la ecuación Poisson–Boltzmann resulta difícil de resolver para sistemas complejos, problema que se está solucionando con el desarrollo del análisis numérico por ordenador. La ecuación puede escribirse como:
| Símbolo                               | Nombre |
| ------------------------------------- | --- |
| {\displaystyle {\vec {\nabla }}}      | Operador divergencia                                                                                      |
| {\displaystyle \epsilon ({\vec {r}})} | Posición-dependencia dieléctrica                                                                          |
| {\displaystyle \Psi ({\vec {r}})}     | Gradiente del potencial electrostático                                                                    |
| {\displaystyle \rho ^{f}({\vec {r}})} | Densidad de carga del soluto                                                                              |
| {\displaystyle \lambda ({\vec {r}})}  | Factor para la accesibilidad de la posición-dependencia de la posición r hasta los iones en la disolución |
| {\displaystyle c_{i}^{\infty }}       | Concentración del ion {\displaystyle i} a una distancia de infinito desde el soluto                       |
| {\displaystyle z_{i}}                 | Carga del ion                                                                                             |
| {\displaystyle q}                     | Carga del protón                                                                                          |
| {\displaystyle k_{B}}                 | Constante de Boltzmann                                                                                    |
| {\displaystyle T}                     | Temperatura                                                                                               |

Si el potencial no es grande, la ecuación se puede linealizar para así poder ser resuelta más fácilmente, llevando a la ecuación Debye–Hückel.